# Jamesbrittenia dentatisepala
Jamesbrittenia dentatisepala är en flenörtsväxtart som först beskrevs av Overkott, och fick sitt nu gällande namn av O.M. Hilliard. Jamesbrittenia dentatisepala ingår i släktet Jamesbrittenia och familjen flenörtsväxter. Inga underarter finns listade i Catalogue of Life.